# NEO Scavenger
NEO Scavenger — ролевая компьютерная игра в жанре симулятора выживания, разработанная и изданная командой разработчиков Blue Bottle Games. Выпуск игры состоялся 15 декабря 2014 года для персональных компьютеров на операционных системах Windows, Linux и macOS, и 26 июля 2017 года выпущен на Android .
Персонаж просыпается в криоцентре в постапокалиптическом мире. Его задача — выжить как можно дольше, ища необходимые для выживания вещи, и понять, что произошло с миром, и как он оказался в криоцентре. Игрок выбирает способности для персонажа, которые будут влиять на игровой процесс. Игрок периодически сталкивается с существами и людьми, норовящими напасть на персонажа, и ему придётся вести с ними бой. Игровые события не имеют визуализации, информацию о происходящем вокруг игрок получает через текстовое описание.
На сайте-агрегаторе оценок Metacritic NEO Scavenger имеет оценку в 77 баллов из 100 на основе 7 рецензий. Критики похвалили игру за её детализированную механику выживания, но им не понравилась её высокая сложность и неудобный интерфейс.

## Игровой процесс

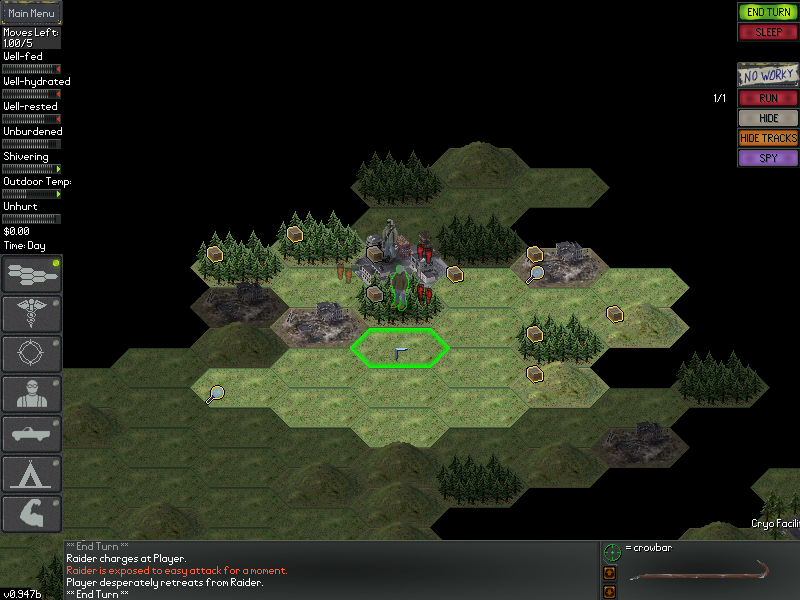
Игровой процесс NEO Scavenger. Снизу располагается описание событий, справа — доступные действия, а слева — параметры персонажа

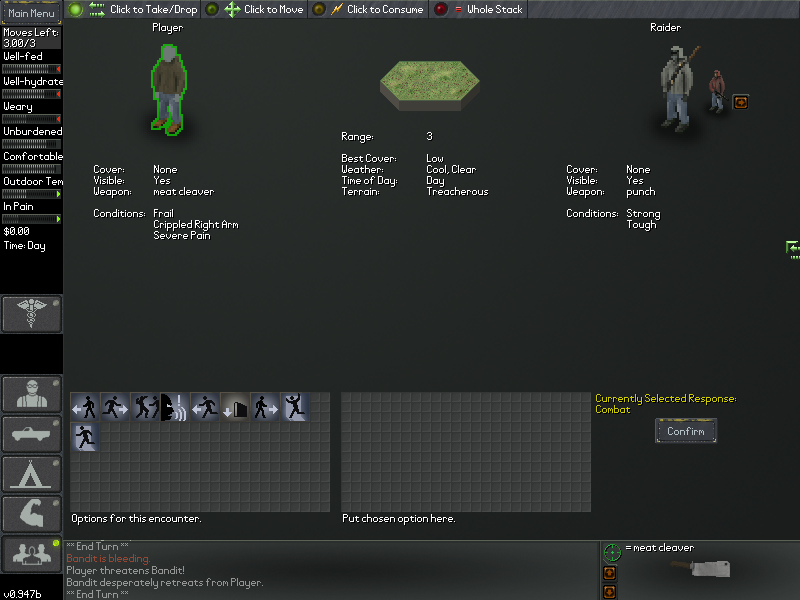
Персонаж во время поединка с врагом

В начале игры игроку даётся некоторое число баллов, которые он тратит на формирования навыков своего персонажа. За баллы предоставляются полезные умения, позволяющие например эффективнее вести бой, взламывать компьютеры, лучше прятаться в укрытиях и так далее. Помимо этого, игрок может выбрать ряд вредных особенностей, вроде бессонницы, чтобы получить дополнительные баллы для полезных умений.
Персонаж игрока просыпается в криоцентре, не помня, как в него попал. Его задача разобраться, что случилось с ним и окружающим миром. Игровой мир представлен гексагональной сеткой, по которой игрок может перемещаться и исследовать мир (см. илл.). Игрок бродит по миру и обыскивает игровые локации в поисках еды, воды, тёплой одежды, оружия и других необходимых для выживания вещей. Игра имеет особенность стирать сохранения после смерти, что означает, что если персонаж игрока умрёт, то игроку придётся начинать игру сначала. В игре присутствует детализированная система состояния здоровья персонажа, например, он может выпить не прокипячённой воды из реки и получить гастроэнтерит. На пути персонажа встречаются различные враги, вроде оборотней, собак и мародёров. Боевая система, как и другие игровые события NEO Scavenger не имеют визуализации. Всё происходящее во время игры подаётся в виде текстового описания снизу экрана. Решения принимаются через меню, перетаскиванием нужной иконки с левой сетки — в правую.

## Разработка
После семи лет работы в BioWare Даниэль Федор основал команду разработчиков игр под названием Blue Bottles Games и начал работать над своим первым независимым проектом — NEO Scavenger. Вдохновение для работы автор игры получил от тех игр, в которые он играл в детстве. Среди них были и настольные ролевые игры, и в их числе Advanced Dungeons & Dragons, Rifts и Shadowrun. Описывая это, Даниэль сообщил: «мне понравилось творческое решение проблем, создание персонажа, исследование, а затем развитие персонажа и взаимодействие». Разработчик постарался уменьшить зависимость от огнестрельного оружия, характерного для постапокалиптического жанра. Ранние версии игры использовали простые игровые механики поединков, которые представляли собой многократное нажатие на основные кнопки, такие как использовать «топор на мародёре», и это продолжалось до тех пор, пока у врага или игрока не закончатся очки здоровья. Эта система впоследствии была заменена на значительно более сложную, которая позволяет выполнять такие действия, как захват ног врага, если персонаж уже лежит на земле. У главного героя были убраны очки здоровья, и вместо них появилась такие состояния, как потеря крови, болевой шок, и другие. Искусственный интеллект также получил некоторые обновления: существа по-прежнему действовали агрессивно, но люди с меньшей вероятностью стали рисковать нападать на главного героя, только если у персонажа игрока имеются ценные вещи. Вместе с выходом бесплатной браузерной демоверсии игры разработчики начали продавать предварительные заказы для сбора средств на завершение разработки.

## Восприятие
| Сводный рейтинг      | Сводный рейтинг                                                                        |
| Агрегатор            | Оценка                                                                                 |
| -------------------- | -------------------------------------------------------------------------------------- |
| Metacritic           | 77/100                                                                                 |
| Иноязычные издания   |                                                                                        |
| Издание              | Оценка                                                                                 |
| IGN                  | 7,9                                                                                    |
| Награды              |                                                                                        |
| Издание              | Награда                                                                                |
| Rock, Paper, Shotgun | Рейтинг лучших ролевых игр всех времён для персональных компьютеров (2015), 20-е место |

Сайт-агрегатор оценок Metacritic оценил NEO Scavenger в 77 баллов из 100 на основе 7 рецензий.
Тиджей Хафер из IGN похвалил игру за её глубокую систему выживания и навыков персонажа, однако он отметил, что из-за высокой сложности, пройти игру до конца крайне трудно. Также Хафер раскритиковал NEO Scavenger за её интерфейс, назвав его «неуклюжим». Рецензент Softpedia также раскритиковал интерфейс игры за его неудобность, и похвалил NEO Scavenger за элементы истории и механики выживания. Рецензент Softpedia также похвалил звуковое сопровождение NEO Scavenger, отметив, что музыка в игре «жуткая и привлекательная». Ладислав Лоукота из чешского игрового издания Games.cz назвал игру смесью FTL: Faster Than Light и Fallout, а также отметил, что NEO Scavenger — один из самых интересных симуляторов выживания 2014 года. Том Сайкс из PC Gamer сравнил NEO Scavenger с игрой DayZ, но без зомби и многопользовательского режима. Издание Rock, Paper, Shotgun в 2015 году включило Neo Scavenger в свой рейтинг лучших ролевых игр, поставив её на 20-е место.